# Emmerdale (альбом)
Emmerdale — дебютний студійний альбом шведського поп-рок гурту The Cardigans. Спочатку він був випущений у Швеції лейблом Trampolene Records 18 лютого 1994 року та 24 вересня 1994 року в Японії. Пізніше його було перевидано в Європі в 1 січня 1999 року та в Канаді в травні того ж року. Minty Fresh Records випустили спеціальну американську версію в серпні 1999 року, що містить бонусний диск із піснями з другого альбому The Cardigans — Life. Ці пісні не були випущені в американському виданні зазначеного альбому і раніше були недоступні в жодному випуску для США. Альбом був названий на честь однойменної британської телевізійної мильної опери.

## Трек-лист
Усі пісні, окрім зазначених, написані Пітером Свенссоном і Магнусом Свенінгссоном.

#### Номер назва автор(и) тривалість
1. «Sick & TIred» 3:24
2. «Black Letter Day» 4:31
3. «In the afternoon» 4:10
4. «Over the Water» 2:13
5. «After All…» 2:56
6. «Cloudy Sky» Свенссон 4:07
7. «Our Space» 3:30
8. «Rise & Shine» 3:28
9. "Celia Inside 3:34
10. «Sabbath Bloody Sabbath» Батлер, Іоммі, Осборн, Вард 4:32
11. «Seems Hard» Свенссон 3:56
12. «Last Song» Свеннінгсон 3:21

Бонусний диск американського перевидання

#### Номер Назва тривалість
1. «Pikebubbles» 3:02
2. «Travelling with Charley» 4:11
3. «Sunday Circus Song» 3:54
4. «Closing Time» 10:22

1 Спочатку виконується Black Sabbath. 2 Ці треки з альбому Life 1995 року, але не були включені до версії для США.

## Персонал
- Ларс-Олоф Йоханссон — акустична гітара, фортепіано
- Бенгт Лагерберг — перкусія, фагот, барабани, блокфлейта
- Ніна Перссон — вокал
- Магнус Свенінгссон — бас
- Пітер Свенссон — бас, гітара, перкусія, фортепіано, аранжувальник, диригент, вокал, дзвіночки, вібрафон

Додатковий персонал
- Девід Олен — скрипка
- Іван Бакран — рояль
- Бйорн Енгельманн — мастеринг
- Лассе Йоханссон — гітара, фортепіано
- Торе Йоханссон — труба, продюсер, біт
- Андерс Крістенссон — фотографія
- Єнс Лінгорд — тромбон
- Андреас Матссон — арт-директор, дизайн
- Андерс Нордгрен — флейта

## Сертифікати
| Регіон                                                                                          | Сертифікація | Продажі  |
| ----------------------------------------------------------------------------------------------- | ------------ | -------- |
| Японія (RIAJ)                                                                                   | Золотий      | 100 000^ |
| Швеція (IFPI Sweden)                                                                            | Золотий      | 50 000^  |
| *продажі, що базуються лише на сертифікаціях ^відвантаження, що базуються лише на сертифікаціях |              |          |